# Худяки (Костромская область)
Худяки — деревня в Островском районе Костромской области. Входит в состав Адищевского сельского поселения.

## География
Деревня находится в южной части Костромской области, на расстоянии примерно в 23 км (по прямой) к юго-востоку от посёлка Островское, административного центра района.

### Часовой пояс
Деревня Худяки, как и вся Костромская область, находится в часовой зоне МСК (московское время). Смещение применяемого времени относительно UTC составляет +3:00.

## Население
| 2008 | 2010 | 2014 |
| ---- | ---- | ---- |
| 3    | ↘0   | ↗4   |

### Национальный состав
Согласно результатам переписи 2002 года, в национальной структуре населения русские составляли 100 % из 6 чел.